# Apamea crenata
'Apamea crenata) là một loài bướm đêm thuộc họ Noctuidae. Loài này phân bố ở khắp châu Âu.

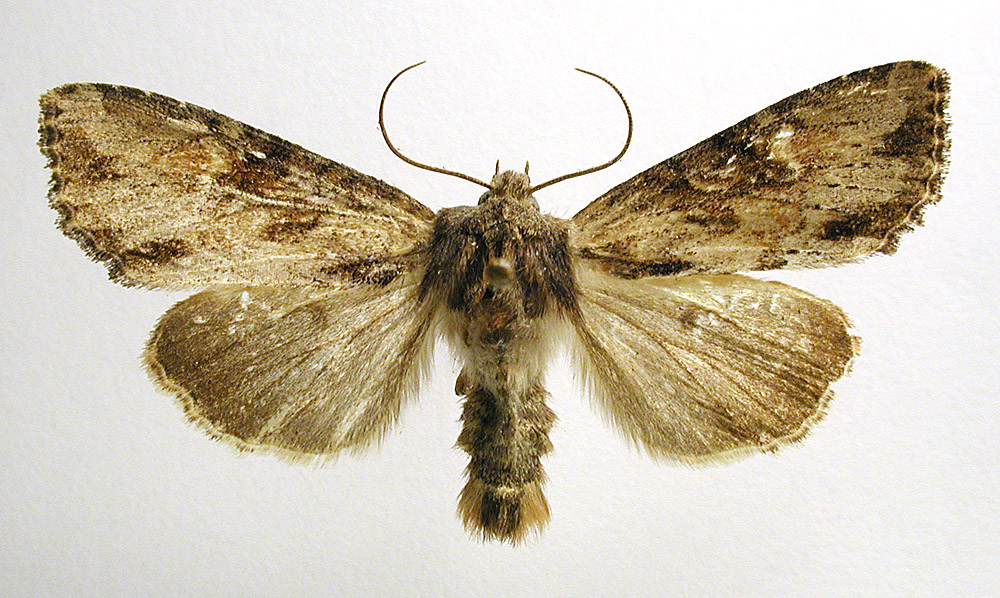
Mounted

Loài này có sải cánh khoảng 36-44 mm. This moth flies at night từ tháng 5 đến tháng 7  và bị ánh đèn và hoa nhiều mật hoa thu hút.
Ấu trùng ăn various cỏ bao gồm Dactylis, Deschampsia, Festuca và Phalaris. Chúng qua mùa đông dưới dạng ấu trùng.

## Hình ảnh

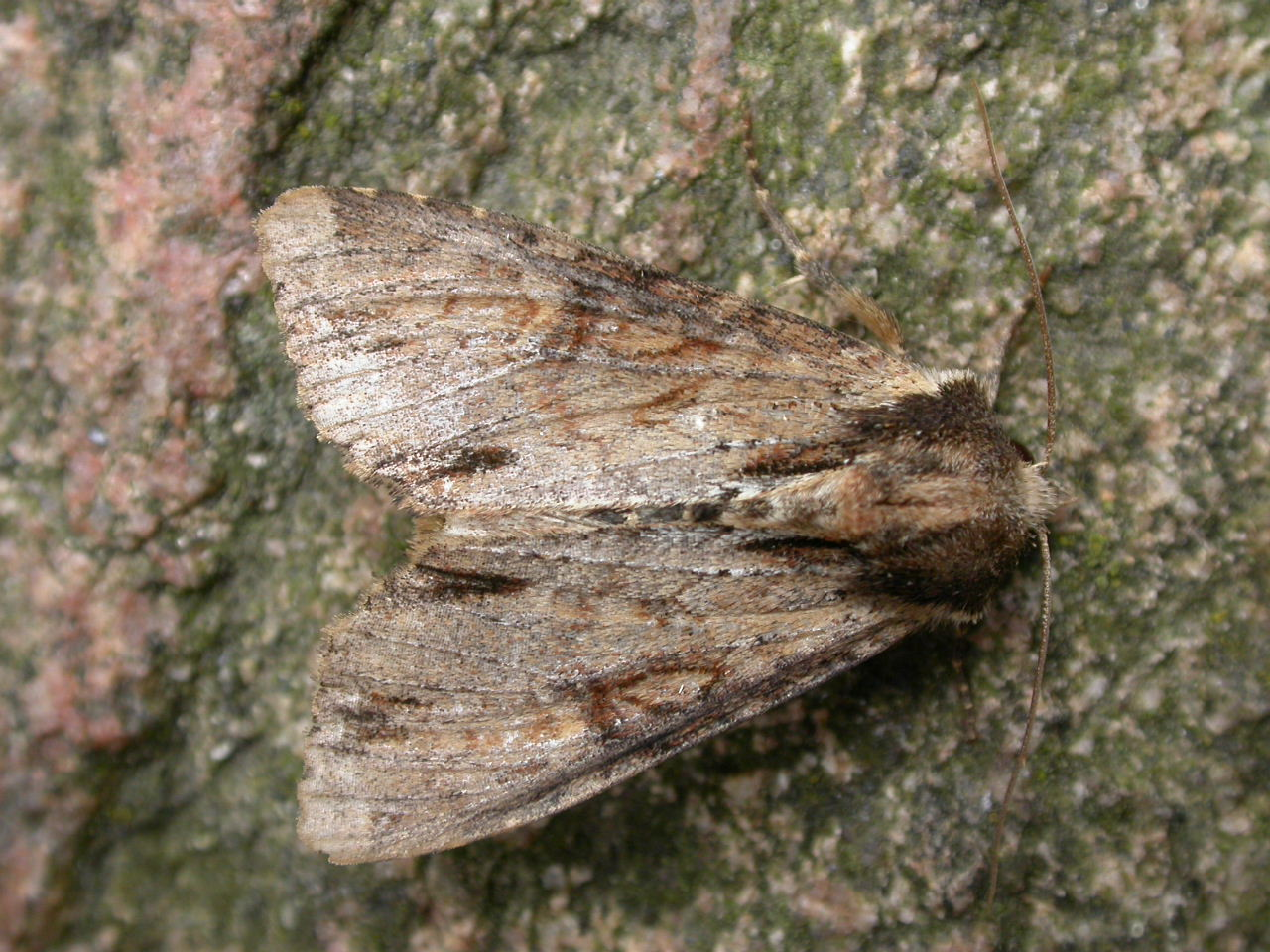
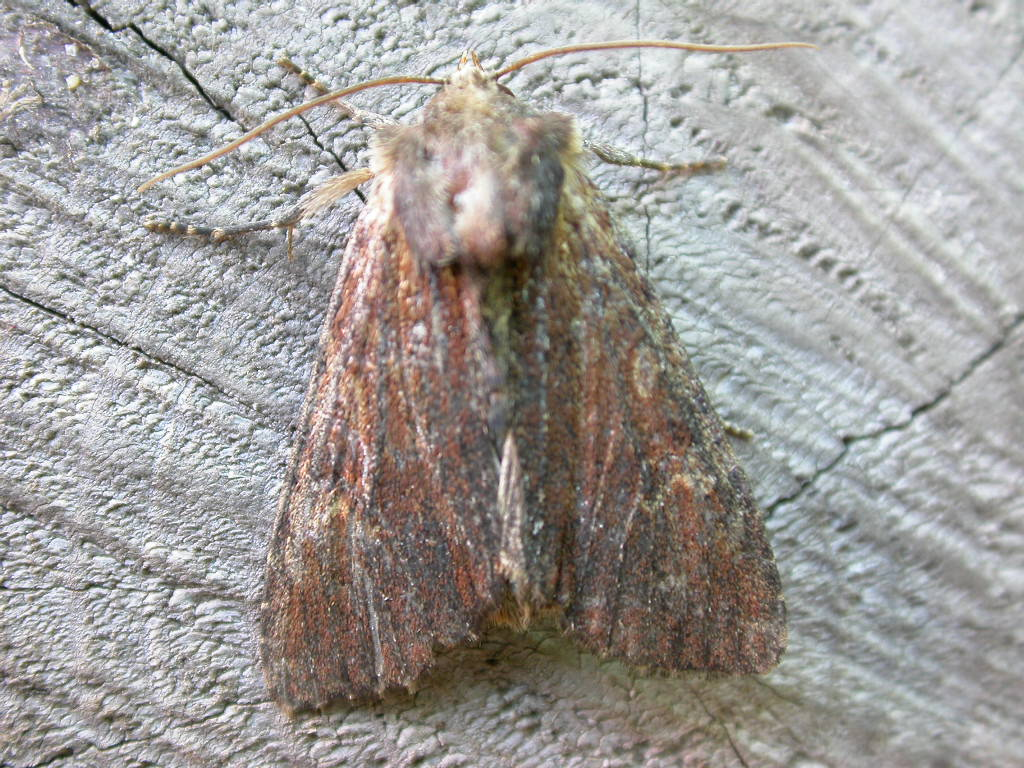
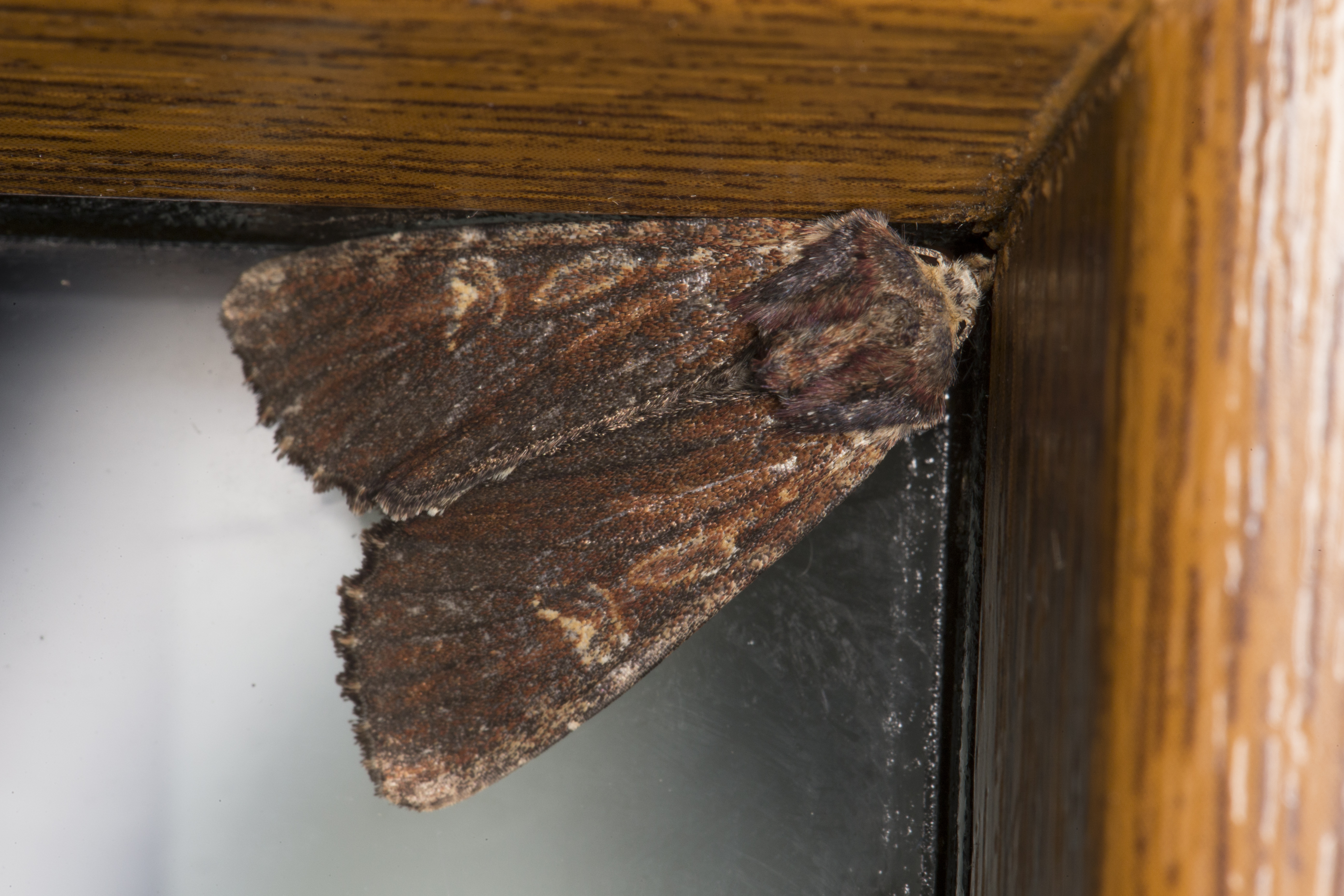
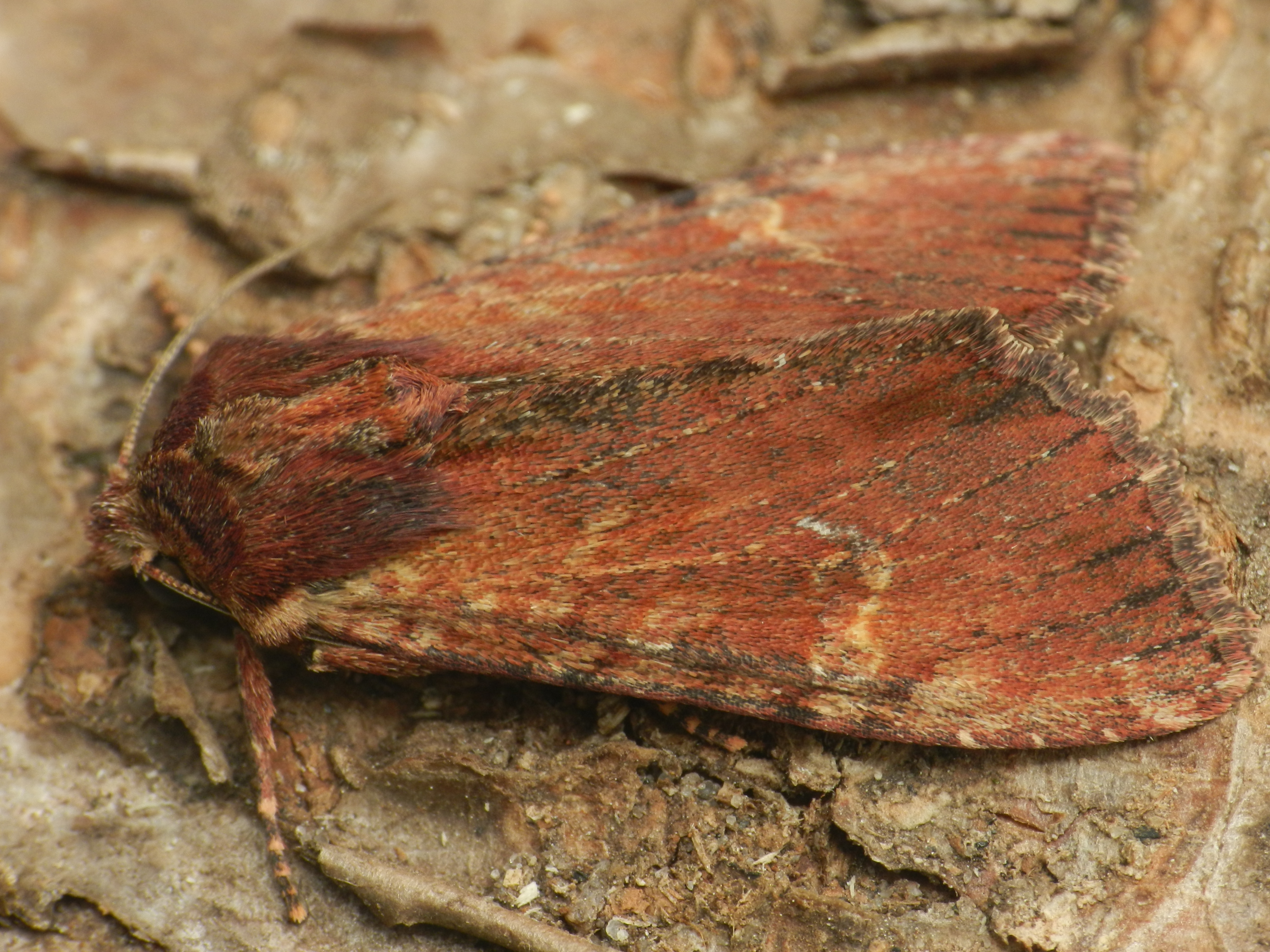